# Bernkastel-Kues
Bernkastel-Kues (IPA: [ˌbɛɐnkastl̩ˈkuːs]) è una città di 6.542 abitanti della Renania-Palatinato, in Germania.
Appartiene al circondario di Bernkastel-Wittlich ed è parte della comunità amministrativa di Bernkastel-Kues.

## Storia
Le sue origini si sviluppano intorno ad una fortificazione romana, intorno al IV secolo, nei pressi del castello di Landshut. Nell'area sono state rinvenute ceramiche e oggetti di ferro risalenti a quell'epoca.
La sua prima attestazione documentale risale alla seconda metà dell'XI secolo.
Qui, nel 1401, nacque l'intellettuale medievale, monaco e filosofo Nikolaus von Kues, latinizzato in Cusanus e italianizzato come Nicola Cusano. Nel 1451, fu fondato il St.-Nikolaus-Hospital, un ospedale per i poveri.
La peste irruppe a Bernkastel nel 1627 e a Kues nel 1641. Nel 1692, il castello di Landshut fu vittima di un incendio, cadde in rovina e non fu mai più ricostruito.

## Galleria d'immagini

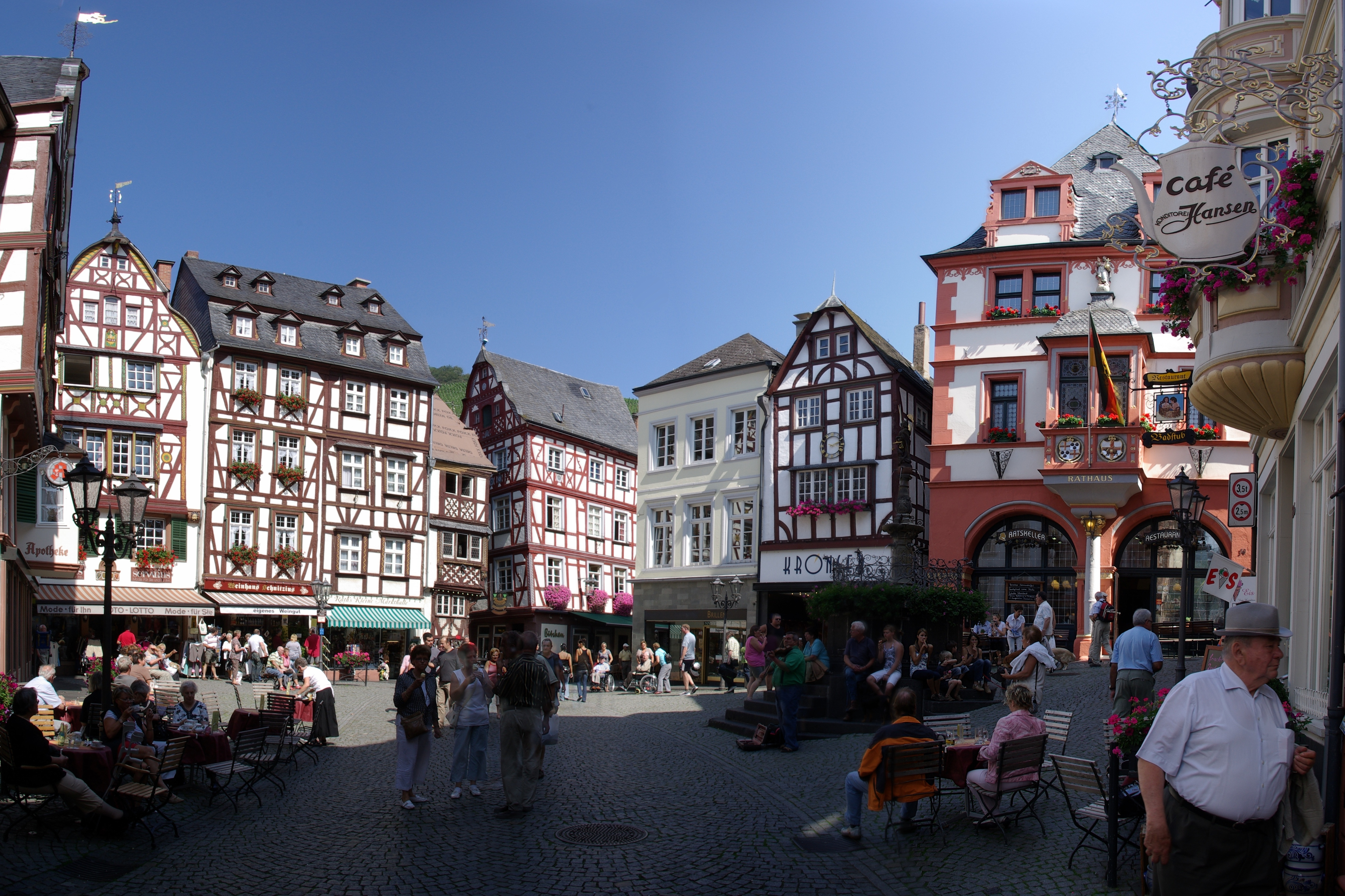
Piazza del mercato